# Hoe
Hoe är en ort i civil parish Hoe and Worthing, i distriktet Breckland, i grevskapet Norfolk i England. Orten är belägen 4 km från Dereham. Civil parish hade 151 invånare år 1931. Byn nämndes i Domedagsboken (Domesday Book) år 1086, och kallades då Hou.